# Naaldborsteltje
Het naaldborsteltje (Potamothrix heuscheri) is een ringworm uit de familie van de Naididae. De wetenschappelijke naam van de soort is voor het eerst geldig gepubliceerd in 1900 door Bretscher.